# Чжи Дунь
Чжи Дунь (*支道林, 314 — 366) — китайський філософ, літератор, поет, каліграф під час династії Східна Цзінь.

## Життєпис
Походив з впливового буддійського роду Гуань. Народився у 314 році в місті Ченьлю (сучасна провінція Хенань). Разом із родиною вимушений був тікати з батьківщини під загрозою атаки кочовників. Перебирається до м. Усянь (сучасне м. Сучжоу). У 339 році став ченцем буддійського монастиря. Деякий час мешкав у Храмі Білого Коня. Згодом перебирається до м. Очжоу. У 357 році перебирається до містечка Ян округу Шичен. Помер тут у 366 році.

## Філософ
Основоположник одного з напрямків боже-сюе («вчення праджня») — цзісе-цзун («школа, що пояснюває рупу (тіло) як таку»). Був визнаним знавцем даоських пам'яток, широко користувався їх термінологією, а також термінами протологічної школи імен (мін-цзя).
Доводив «пустотність» (кун) «рупи» (цзи се) тим, що «колір / рупа / плоть» (се) сам по собі не має «кольору», у трактаті «Цзі се ю сюаньлунь» («Судження про рупу як таку і блуканні в таємничому»), що зберігся лише в уривках.
Одним з перших зробив акцент на «миттєвому осягненні» (дунь у) істини, став провісником розвитку «вчення про медіативне споглядання» (чань-сюе) в Китаї. Займався розробкою прийомів буддійської психотехніки, несучи до неї елементи даоської езотеричної та екзотерічної практики.

## Творчість
В поетичних творах описав процес занурення в медитацію. Більше 20 поетичних текстів розміщені в буддійській антології VII ст. «Гуан хун мінцзи» («Розширена збірка (творів) світоч (істини), що поширюються»).
У доробку Чжи Дуня є трактати «Ши менлунь» («Судження щодо розпорошення невігластва»), «Шенбу бянь чжилунь» («Судження про те, що досконаломудрий не сперечається про відоме»), «Сюе дао цзе» («Настанови до вивчення Шляху»), які втрачені.
Його життєпис представлено в буддійській історіографічному творі «Гао сен чжуань» («Життєписи гідних ченців», цзюань 4).